# ジョヴァンニ・ソッリマ
ジョヴァンニ・ソッリマ（Giovanni Sollima、1962年10月24日 シチリア州パレルモ - ）は、イタリアの作曲家、チェリスト。

## 経歴
音楽家一家に生まれたソッリマは、パレルモ音楽院で、ジョヴァンニ・ペッリエーラからチェロを、父エリオドロ・ソッリマから作曲を学んだ。優秀な成績で卒業後、シュトゥットガルト音楽演劇大学とモーツァルテウム音楽大学で、チェロをアントニオ・ヤニグロに、作曲をミルコ・ケレメンについて学んだ。
ソッリマの音楽はミニマル・ミュージックの影響を強く受け、作品はモーダルなメロディと反復的な構造を特徴とすることが多い。アメリカ合衆国のミニマル作曲家よりも多様かつ取捨選択的なアプローチが特徴であるため、アメリカ合衆国の批評家カイル・ガンはソッリマをポストミニマリズムの作曲家と見なしている。またこれに加え、クラシック、ロック、ジャズ、ポップス、中東～地中海～アフリカに及ぶ民族音楽など、様々な音楽の素材を自在に取り入れ融合させた独特な作風で知られている。
これまでにヨーヨー・マ、フィリップ・グラス、クラウディオ・アバドなど数多くの巨匠と共演し、彼らからの絶賛を集めている。また、カーネギー・ホールやクイーン・エリザベス・ホール、シドニー・オペラハウスなど世界中の一流ホールで公演を行っている。
近年ではマリオ・ブルネロや2CELLOSをはじめ、世界中のチェリストがソッリマの楽曲（「チェロよ、歌え！」「ラメンタチオ」「アローン」など）をレパートリーにしており、チェロの可能性を広げているだけでなく、作曲家と演奏者の垣根をも取り外しつつある。さらに後進の育成にも力を注いでおり、サンタ・チェチーリア音楽院で教鞭をとっている。
2013年と2014年の2年続けて、イタリアの「La Notte della Taranta」フェスティバル（13万人動員）のディレクター、指揮兼コンサートマスターを務めた。
2012年頃より、ジャンルやキャリアを超えた100人のチェリストを集めてクリエーションとコンサートを行う「100チェロ」という活動を行っている。2019年には日本初の「100チェロ」公演をすみだトリフォニーホールで行い、大成功を収めた。同年、ドヴォルザークの「チェロ協奏曲」（指揮：藤岡幸夫 / オーケストラ：東京シティ・フィルハーモニック管弦楽団）のソリストに招かれ、スタンディングオベーションと絶大な賞賛を得た。
2020年5月にソロ来日ツアーと、チェロと三味線、オーケストラのための大作「Theory of the Earth」（2005年に三味線奏者の西潟昭子より委嘱されソッリマが作曲）の再演が予定されている。

## 作品一覧
- 『Aquilarco』(1998年)
- 『Violoncelles, vibrez! 』(1998年)
- 『John Africa in "La formula del fiore"』(1999年)
- 『Spasimo』(2000年)
- 『Viaggio in Italia』(2000年)
- 『Tracing Astor』(2001年)
- 『Canti rocciosi』(2001年)
- 『Works』(2005年)
- 『We were trees』(2008年)
- 『Astrolabioanima』(2008年)
- 『Caravaggio』(2012年)
- 『Offenbach』(2014年)
- 『Onyricon』(2015年)
- 『Natural Songbook』(2019年)

### 管弦楽曲
- 合奏協奏曲  (Concerto grosso, 1976年)
- String concerto No. 1 (1978年)
- String concerto No. 1 (1979年)
- Raccapriccio (1979年)
- Le Paradis Submerge (1981年)
- 2つの夜想曲  (Two Nocturnes, 1984年)
- Musivum (1987年)
- Le notti bianche (1988年)
- The Columbus Egg (1990年)
- In Si - ジャズバンド版  (1991年)
- チェロ協奏曲  (Cello Concerto, 1992年)
- John Africa (1992年)
- Agnus Dei (1993年)
- チェロよ歌え！ - 2つのチェロと弦楽のためのバラード  (Violoncelles, vibrez! - Ballata per 2 Violoncelli e Archi, 1993年)
- Sinfonia in luoghi aperti (Open Air Symphony) (1994年)
- MW (1994年)
- Angeli (Angels) (1994年)
- Adagio (1995年)
- Cartolina (Postcard) (1995年)
- Aria in rosso (Aria in red) (1996年)
- Lam e Dan (1998年)
- All the W (1998年)
- Guitar chemistry (1999年)
- Intersong I - 15人の演奏者のための小管弦楽版 (1999年)
- Alleluja (1999年)
- Casanova (2000年)
- Canti rocciosi, with texts by Dino Buzzati, Dante Alighieri, Ernest Hemingway and 'street rhymes' in Sicilian, Italian and Ladin (2001年)
- Contrafactus (2001年)
- Tempeste e ritratti (Storms and portraits) (2001年)
- Theory of the earth - 三味線と弦楽オーケストラのための (2005年)

### 室内楽曲
- Musica per sonar a piu stromenti dialogando fra antica et moderna (1979年)
- Notturno (1980年)
- Maithuna (1981年)
- Orgy (1982年)
- Tantra (1983年)
- The force that through the green fuse drives the flower by Dylan Thomas (1985年)
- La luna (1986年)
- Variazioni su un plastico (1986年)
- 4 works by Andy Warhol (1987年)
- 6 caprices (1987年)
- Flowers (1987年)
- Primo frammento da "Empedocles" (First fragment of Empedocles) - Michele Perrieraのテキストによる (1989年)
- Siciliana con variazione (1989年)
- E gli alberi germinarono, e gli uomini e le donne... (1990年)
- In Si - ソロ・ピアノのための (1991年)
- Match Suite (1991年)
- Segno in memory of the victims of the Capaci massacre (1992年)
- Africa - 2台のヴァイオリン、ヴィオラ、2台のチェロのための五重奏曲 (1992年)
- Anno uno in memory of the victims of the via D'Amelio massacre (1993年)
- チェロよ歌え！ - 8台チェロ版  (Violoncelles, vibrez!, 1993年)
- Heimat-terra (1993年)
- The Songlines - チェロのための (1993年)
- Angeli nel vulcano (1994年)
- A gift (1994年)
- Spasimo for Solo cello, amplified ensemble (violin, viola, cello, synthesizer, percussion) (1995年)
- Sento il canto in curva for Amplified ensemble (piccolo, electric guitar, violin, viola, cello, synthesizer, percussion) (1995年)
- Il Tracciato di Marta for Flute, cello, amplified ensemble (violin, viola, cello, synthesizer, percussion) (1995年)
- Voyage - クラリネット、ヴァイオリンもしくはヴィオラもしくはチェロ、ピアノのための (1995年)
- John Africa [vocalise] for Voice, flute (+ piccolo), cello, piano (1996年)
- Studio per Aquilastro - ハープとピアノのための (1997年)
- Chi e (1997年)
- Lam - クラリネット、ヴィオラ、ピアノ4手のための (1997年) (2003年にクラリネット・チェロ・ピアノ用に編曲)
- Yafù - チェロとピアノのための (1997年)
- Aquilarco for Cello, amplified ensemble (flute, electric guitar, violin, viola, cello, bass guitar ad libitum, synthesizer, percussion), text by Christopher Knowles (1997-98年)
- Lamentatio - チェロあるいはヴィオラのための (1998年)
- Pasolini fragments (1998年)
- Lamentatio (1998年)
- Reperto n. 12 from a fragment by Schubert for Violin, cello, piano (1998年)
- S'ota love dance (1998年)
- A view from the bottom - ムミア・アブ＝ジャマールのテキストによる (1998年)
- Concerto rotondo for Cello, live electronics ad libitum (1998年)
- I canti for Solo cello, amplified ensemble (flute, electric guitar, violin, viola, synthesizer [+ sampler], percussion) (1998年)
- The meetings of the waters (1999年)
- Millennium Bug - 4人のパーカッション・アンサンブルのための (1999年)
- Intersong I - フルート、2台ピアノ、4人のパーカッションのための (1999年)
- Subsongs - ピアノ4手あるいは2台ピアノ、パーカッションのための (ピアノ用作品版)(1999年)
- L'interpretazione dei sogni (The interpretation of dreams) (1999年)
- Leonardo's ornithoptherus - 9本のサクソフォーンのための (1999年)
- Alone - チェロのための (1999年)
- Hell (2000年)
- Contrafactus (2000年)
- Il Tracciato - クラリネット、バスーン、トランペット、トロンボーン、ヴァイオリン、チェロ、ダブル・ベース、パーカションのための (2000年)
- Viaggio in Italia - ミケランジェロ・ブオナローティ、ジョルダーノ・ブルーノ、フランチェスコ・ボッロミーニのテキストによる 声、独奏チェロ、弦楽四重奏のための[1] (2000)
- Intersong II  for Soprano ad libitum, flute, violin, cello, piano 4 hands, text from a popular Sicilian rhyme(2001年)
- J. Beuys Song for Cello, live electronics (concert version of stage work; also concert versions of three sections for 6 celli) (2001年)
- Vram - アレッサンドロ・バリッコのテキストによる (2002年)
- Pillole (2002年)
- Bêri - ソロ・ピアノのための ("Ellis Island"より) (2002年)
- Terra Aria ("J. Beuys song"より) (2003年)
- Terra Danza ("J. Beuys song"より) (2003年)
- Cello Tree ("J. Beuys song"より) (2003年)

### オペラ・バレエ音楽
- Notti di Grazia (1991年) - Dario Oliveriのリブレットによる全1幕のメロドラマ
- Mittersill 101 variazioni sul caso Anton Webern (1996年) -  ゲーテに基づいたDario Oliveriのテキストによるビデオオペラ
- Cenerentola Azzurro (1994年) - Dario Oliveriのテキストによる
- Casanova (2000年) - 振付：Karole Armitage
- Matteo Ricci ? Li Madou (2001年) -  Filippo MigniniのテキストによるMelologue
- J. Beuys song (2001年) - 振付：Carolyn Carlson
- Ellis Island (2002年) - Roberto Alajmoのリブレットによる全2幕のオペラ

### 劇付随音楽
- Match (1990年)
- Cordelia & co. (1991年)
- 3 pezzi for " Il sogno spezzato di Rita Atria" (1993年)
- 3 pezzi for "Pippo Fava" (1994年)
- I Pavoni (1997年)

## 使用楽器
「フランチェスコ・ルジェッリ」(クレモナ、1679年製)を使用している。楽曲によってはエレクトリックチェロ「カルロ・カンティーニ（Cantini Electric Violins）」(マントヴァ、2002年製)、テノールヴァイオリン「ヴァルテル・カンジャロージ」(マリネーオ－パレルモ、2003年製)も使用している。

### ビデオ
YouTubeで視聴可能なラッセ・イェルツェン監督作品。
- Giovanni Sollima's "Terra Aria" - YouTube
- Giovanni Sollima's "Concerto Rotondo" - YouTube
- "Musik auf Eis" - YouTube